# Visage (album)
Visage är det självbetitlade debutalbumet av den brittiska New romanticgruppen Visage. Det spelades in i Genetic Sound Studios i London och släpptes på Polygram Records den 10 november 1980. Albumet nådde som bäst en trettonde (13) placering i Storbritannien, och i mars 1981 hade det sålt silver där. 

## Låtlista
1. "Visage" - 3:53 (Steve Strange, Midge Ure, Billy Currie, John McGeoch, Rusty Egan, David Formula)
2. "Blocks on Blocks" - 4:00 (Strange, Ure, Currie, McGeoch, Egan, Formula)
3. "The Dancer" - 3:40 (Ure, Egan)
4. "Tar" - 3:32 (Strange, Ure, Currie, McGeoch, Egan, Formula, Barry Adamson)
5. "Fade to Grey" - 4:00 (Currie, Ure, Payne)
6. "Malpaso Man" - 4:14 (Strange, Ure, Currie, McGeoch, Egan, Formula)
7. "Mind of a Toy" - 4:28 (Strange, Ure, Currie, McGeoch, Egan, Formula)

När Visage nysläpptes i USA 1997 fanns ytterligare ett spår med, "Fade to Grey (Dance Mix)" - 6:14

## Medverkande
Medlemmar i Visage under albumets tillkomst var:
- Steve Strange (sång)
- Midge Ure (gitarr, synthesizer, andrasång)
- Billy Currie (elfiol, synthesizer)
- John McGeoch (gitarr, saxofon, andrasång)
- Rusty Egan (trummor, elektriskt slagverk, andrasång)
- Dave Formula (synthesizer)
- Barry Adamson (bas)

Gästmusiker:
- Christopher Payne (synthesizer)
- Cedric Sharpley (trummor, elektrisk trumprogrammering)

(Payne och Sharpley medverkar bara i "Fade to Grey").